# Ilona Korstin
Ilona Korstin (30 de maio de 1980) é uma basquetebolista profissional russa.

## Carreira
Ilona Korstin integrou a Seleção Russa de Basquetebol Feminino, em Londres 2012, que terminou na quarta colocação.